# Rani (títol)
Rani al subcontinent índia i al sud-est asiàtic, de vegades escrit Ranee, és un prenom femení hindú / sànscrit. És la forma femenina del terme per als governants prínceps a l'Índia i el sud-est asiàtic i s'aplica igualment a l'esposa d'un Raja o Rana. En alguns casos, les descendents britàniques-índies també etiqueten el seu nom amb el prenom "rani".

## Persones notables anomenades Rani
- Rani Begum (nascuda el 8 de desembre de 1946 - morta el 27 de maig de 1993), actriu i model pakistanesa
- Rani Bhabani (nascuda el 1716 - morta el 1795), filantropa i zamindar índia
- Rani Chandra (nascuda el 12 d'octubre de 1976), actriu índia i guanyadora del concurs Miss Kerala
- Rani Chatterjee (nascuda el 3 de novembre de 1984), actriu, ballarina i presentadora índia
- Rani Chitralekha Bhonsle (nascuda el 26 de febrer de 1941), política i treballadora social índia
- Rani Gaidinliu (nascuda el 26 de gener de 1915 - morta el 17 de febrer de 1993), activista índia, líder espiritual i política
- Rani Hamid (nascuda el 1944), jugadora d'escacs de Bangla Desh
- Rani Kamalesvaran (nascuda el 1971), cantant australiana, popular a finals de la dècada de 1990
- Rani Karnaa (nascuda el 1939), ballarina índia
- Rani Khedira (nascuda el 27 de gener de 1994), futbolista alemanya
- Rani Malik (nascuda el 1960), poetessa i lletrista índia
- Rani Mukerji (nascuda el 21 de març de 1978), actriu índia
- Rani Mundiasti (nascuda el 4 d'octubre de 1984), jugadora de bàdminton indonèsia
- Anita Rani Nazran (nascuda el 25 d'octubre de 1977), presentadora de ràdio i televisió anglesa
- Rani Price (nascuda el 29 de gener de 1974), presentadora de televisió anglesa
- Rani Rampal (nascuda el 4 de desembre de 1994), jugadora d'hoquei herba índia
- Rani Rashmoni (nascuda el 1793 - morta el 1861), activista índia, empresària, filantropa, zamindar i fundadora del temple Dakshineswar Kali
- Rani Sharone (nascuda el 1978), baixista i guitarrista nord-americana
- Rani Shiromani, reina tribal i revolucionària de l'Índia
- Rani Taj (nascuda el 3 d'octubre de 1993), jugadora de dhol britànica-pakistanesa
- Rani Maria Vattalil (nascuda el 29 de gener de 1954 - morta el 25 de febrer de 1995), religiosa catòlica índia, activista i missionerat reballadora social
- Rani Vijaya Devi (nascuda el 28 d'agost de 1922 - morta el 8 de desembre de 2005), princesa i música índia
- Rani Yahya (nascuda el 12 de setembre de 1984), artista marcial mixta brasilera i practicant de jujtsu brasiler

## Persones notables anomenades Ranee
- Ranee Brylinski (nascuda el 1957), matemàtica nord-americana
- Ranee Campen, actriu britànica tailandesa
- Ranee Lee (nascuda el 1942), vocalista i música de jazz canadenca
- Ranee Narah (nascuda el 1965), política índia

## Persones notables de cognom Rani
- Devika Rani (nascuda el 30 de març de 1908 - morta el 9 de març de 1994), actriu, cantant i dissenyadora tèxtil índia
- Krishna Rani (nascut el 2001), futbolista de Bangla Desh
- Pooja Rani (nascut el 17 de febrer de 1991), boxejador índia

## Personatges de ficció
- The Rani, de la sèrie de televisió britànica de ciència-ficció Doctor Who .
- Rani Chandra, de la televisió britànica de ciència-ficció del 2007 The Sarah Jane Adventures .
- Rani, de la franquícia Disney Disney Fairies .
- Rani Kapoor, de la telenovel·la australiana Neighbours .
- The Rani of Cooch Naheen, de la novel·la de Salman Rushdie, Midnight's Children.
- Rani, la líder de l'Orgull nocturn i l'interès amorós de Kion a The Lion Guard.